# زابل

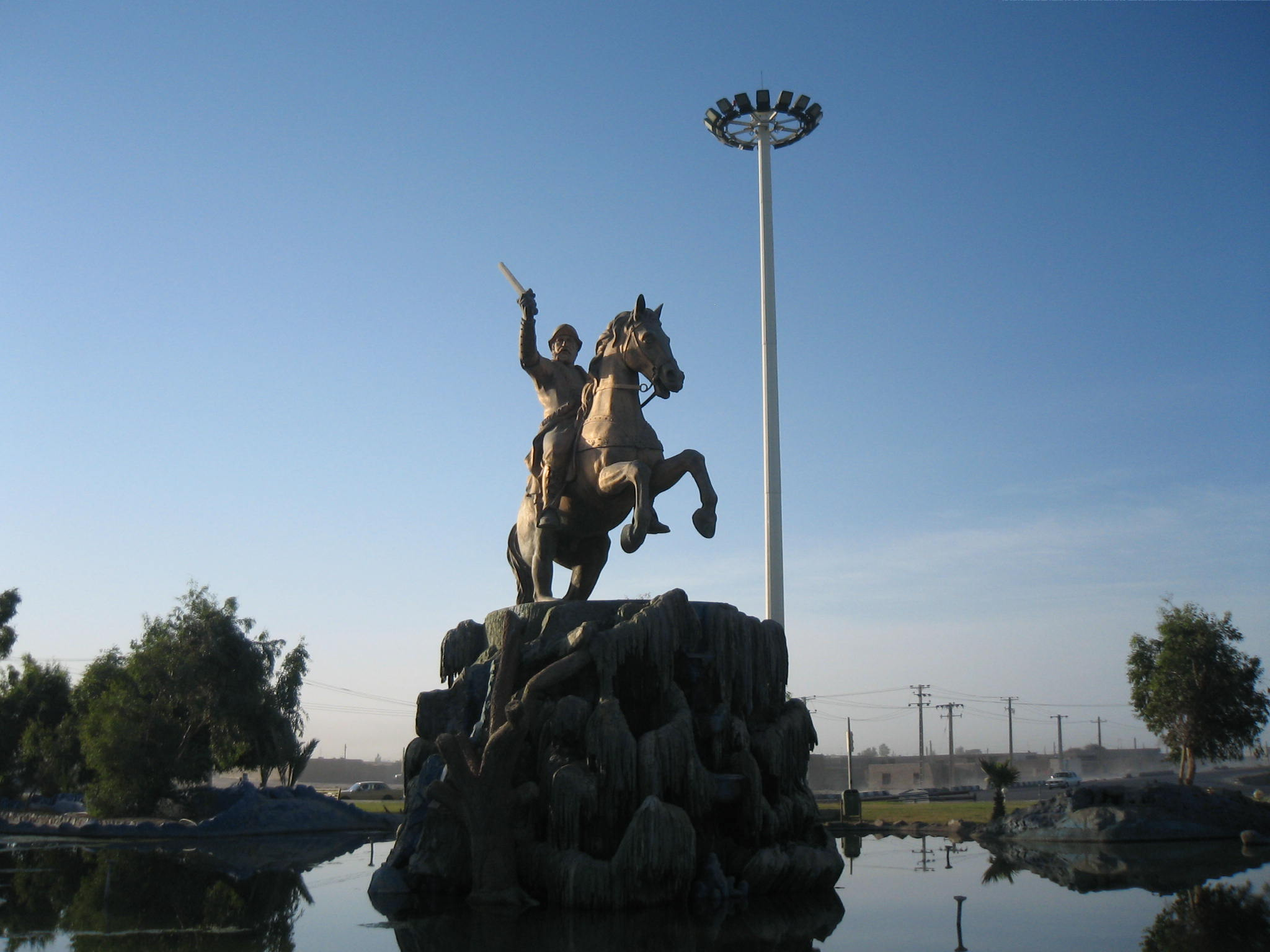
مدينة زابل

زابل هي مدينة إيرانية تقع في محافظة سيستان وبلوشستان، تقع زابل على بحيرة هامون. يبلغ عدد سكانها 128,476 نسمة عام 2005م  ، ويسكن زابل أكثرية فارسية مع أقلية من البلوش والبشتون، كل سكان المدينة يدينون بالديانة الإسلامية حسب المذهب الشيعي.

## المناخ
يظهر الجدول التالي التغييرات المناخية على مدار السنة لزابل:
| البيانات المناخية لـزابل | البيانات المناخية لـزابل | البيانات المناخية لـزابل | البيانات المناخية لـزابل | البيانات المناخية لـزابل | البيانات المناخية لـزابل | البيانات المناخية لـزابل | البيانات المناخية لـزابل | البيانات المناخية لـزابل | البيانات المناخية لـزابل | البيانات المناخية لـزابل | البيانات المناخية لـزابل | البيانات المناخية لـزابل | البيانات المناخية لـزابل |
| الشهر | يناير                    | فبراير                   | مارس                     | أبريل                    | مايو                     | يونيو                    | يوليو                    | أغسطس                    | سبتمبر                   | أكتوبر                   | نوفمبر                   | ديسمبر                   | المعدل السنوي            |
| --- | ------------------------ | ------------------------ | ------------------------ | ------------------------ | ------------------------ | ------------------------ | ------------------------ | ------------------------ | ------------------------ | ------------------------ | ------------------------ | ------------------------ | ------------------------ |
| الدرجة القصوى °م (°ف) | 29.0 (84.2)              | 32.8 (91.0)              | 38.4 (101.1)             | 43.0 (109.4)             | 48.0 (118.4)             | 49.6 (121.3)             | 49.0 (120.2)             | 51.0 (123.8)             | 46.8 (116.2)             | 42.0 (107.6)             | 36.0 (96.8)              | 29.0 (84.2)              | 51.0 (123.8)             |
| متوسط درجة الحرارة الكبرى °م (°ف) | 15.2 (59.4)              | 18.5 (65.3)              | 24.6 (76.3)              | 31.7 (89.1)              | 36.6 (97.9)              | 40.5 (104.9)             | 41.7 (107.1)             | 40.0 (104.0)             | 36.1 (97.0)              | 30.5 (86.9)              | 23.4 (74.1)              | 17.2 (63.0)              | 29.7 (85.5)              |
| المتوسط اليومي °م (°ف) | 8.5 (47.3)               | 11.5 (52.7)              | 17.1 (62.8)              | 23.7 (74.7)              | 28.9 (84.0)              | 33.0 (91.4)              | 34.8 (94.6)              | 33.1 (91.6)              | 28.4 (83.1)              | 22.2 (72.0)              | 15.3 (59.5)              | 9.9 (49.8)               | 22.2 (72.0)              |
| متوسط درجة الحرارة الصغرى °م (°ف) | 1.8 (35.2)               | 4.4 (39.9)               | 9.5 (49.1)               | 15.7 (60.3)              | 21.1 (70.0)              | 25.4 (77.7)              | 27.8 (82.0)              | 26.1 (79.0)              | 20.6 (69.1)              | 13.9 (57.0)              | 7.2 (45.0)               | 2.7 (36.9)               | 14.7 (58.5)              |
| أدنى درجة حرارة °م (°ف) | −12.0 (10.4)             | −9.0 (15.8)              | −2.2 (28.0)              | 3.0 (37.4)               | 7.2 (45.0)               | 14.0 (57.2)              | 19.0 (66.2)              | 12.0 (53.6)              | 6.0 (42.8)               | 0.0 (32.0)               | −4.0 (24.8)              | −7.0 (19.4)              | −12.0 (10.4)             |
| الهطول مم (إنش) | 13.8 (0.54)              | 12.8 (0.50)              | 14.3 (0.56)              | 4.8 (0.19)               | 0.8 (0.03)               | 0.1 (0.00)               | 0.0 (0.0)                | 0.0 (0.0)                | 0.0 (0.0)                | 1.6 (0.06)               | 2.2 (0.09)               | 7.3 (0.29)               | 57.7 (2.27)              |
| متوسط أيام هطول الأمطار (≥ 1.0 mm) | 2.6                      | 2.4                      | 2.8                      | 1.3                      | 0.3                      | 0.0                      | 0.0                      | 0.0                      | 0.0                      | 0.2                      | 0.6                      | 1.4                      | 11.6                     |
| متوسط الرطوبة النسبية (%) | 57                       | 52                       | 46                       | 39                       | 30                       | 25                       | 23                       | 22                       | 24                       | 32                       | 43                       | 53                       | 37                       |
| ساعات سطوع الشمس الشهرية | 198.8                    | 203.1                    | 225.0                    | 264.2                    | 310.0                    | 321.0                    | 324.4                    | 317.0                    | 288.3                    | 288.2                    | 235.9                    | 198.5                    | 3٬174٫4                  |
| المصدر: Iran Meteorological Organization (records), (temperatures), (precipitation), (humidity), (days with precipitation), (sunshine) |                          |                          |                          |                          |                          |                          |                          |                          |                          |                          |                          |                          |                          |